# Craig Tracy
Craig Arnold Tracy (* 9. September 1945 in London) ist ein US-amerikanischer theoretischer Physiker und Mathematiker.

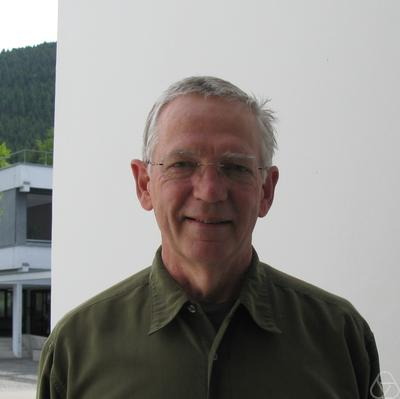
Craig Tracy

## Leben und Werk
Tracy wurde als Sohn eines in England stationierten US-amerikanischen Soldaten und einer Britin geboren und wuchs in Missouri auf. Er studierte Physik an der University of Missouri (Bachelor 1967) und der Columbia University und promovierte 1973 in Physik an der State University of New York at Stony Brook (SUNY) bei Barry McCoy (Dissertation: Spin-Spin Scale-Functions in the Ising and XY-Models). Als Post Doc war er an der University of Rochester, an der SUNY und am Los Alamos National Laboratory. Ab 1978 war er Assistant Professor für Mathematik am Dartmouth College, wo er 1983 Associate Professor wurde. Seit 1984 ist er Professor für Mathematik an der University of California, Davis. 1994 bis 1998 war er Vorstand der dortigen mathematischen Fakultät, seit 2003 ist er Distinguished Professor. 1992 und 2001/02 war er Direktor des Instituts für Theoretische Dynamik in Davis. Er war unter anderem Gastprofessor am RIMS in Kyōto.
Als Schüler von McCoy befasste er sich zunächst in den 1970er Jahren mit Aspekten des Ising-Modells der statistischen Mechanik, insbesondere exakten Formeln für die Korrelationsfunktionen im zweidimensionalen Skalierungs-Grenzfall (mit McCoy, Tai Tsun Wu), aber auch mit anderen Gittermodellen.
Bekannt wurde er für Untersuchungen mit Harold Widom über Zufallsmatrizen und deren Anwendungen. Hier verallgemeinerten sie eine Formel für die Zustandsdichte der Eigenwerte von Zufallsmatrizen (Tracy-Widom-Verteilung), die zuerst Michio Jimbō, Mikio Satō, Tetsuji Miwa und Mori 1980 für das GUE (Gaussian Unitary Ensemble) angaben. Die von Tracy und Widom untersuchte Formel gibt die Zustandsdichte als Fredholm-Determinante eines Integraloperators, wobei die im Kern des Integraloperators vorkommenden beiden Funktionen gekoppelte lineare Differentialgleichungen erfüllen. Die vorkommenden Differentialgleichungen vom Painleve-Typ tauchten auch schon in den Arbeiten von Tracy, McCoy, Wu und Barouch zu Korrelationsfunktionen im Isingmodell auf (1976).

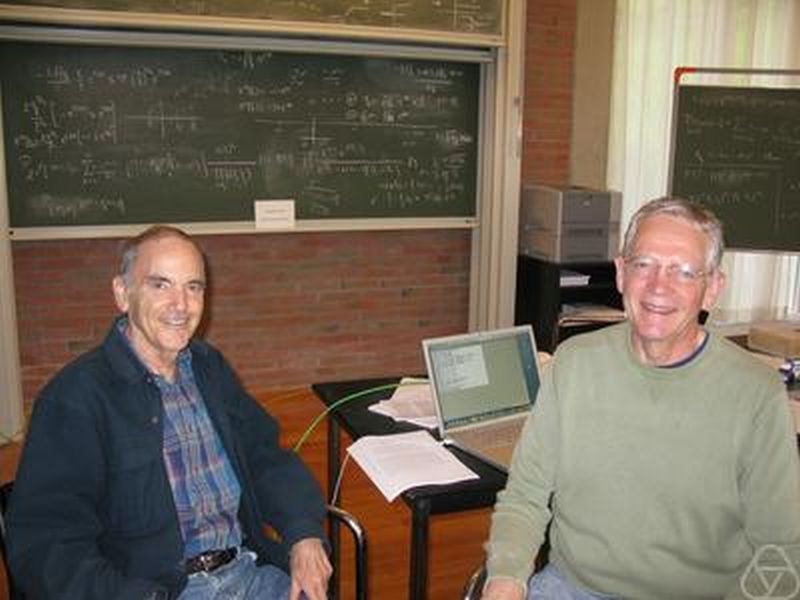
Harold Widom (links) mit Craig Tracy (rechts)

Tracy und Widom führten in ihren Arbeiten auch neue Verteilungsfunktionen ein (Tracy-Widom-Verteilungen), mit Anwendungen in Stochastik und Kombinatorik (wie longest increasing subsequence Problem von Stanislaw Ulam, Pflasterungen, Random Walks).
1967/68 war er Woodrow Wilson Fellow. 2002 erhielt er mit Widom den George-Pólya-Preis der
Society for Industrial and Applied Mathematics (SIAM) und 2007 den Norbert-Wiener-Preis. Seit 2006 ist er Fellow der American Academy of Arts and Sciences. Er ist Fellow der American Mathematical Society.

## Schriften
- mit Widom: Fredholm Determinants, Differential Equations and Matrix Models, Comm. Math. Phys., Band 163, 1994, S. 33–72, Arxiv
- mit Widom: Level-Spacing Distributions and the Airy Kernel, Comm. Math. Phys., Band 159, 1974, S. 151–174, Arxiv
- mit Widom: Introduction to Random Matrices, Springer, Lecture Notes in Physics 424, 1993, S. 103–130, Arxiv

## Verweise
1. ↑  Lebensdaten nach American Men and Women of Science, Thomson Gale 2004
2. ↑  Craig Arnold Tracy im Mathematics Genealogy Project (englisch)  abgerufen am 28. November 2024.
3. ↑  sie untersuchten damals nicht in erster Linie Zufallsmatrizen, sondern Modelle der statistischen Mechanik und Quantenfeldtheorie
4. ↑  zum Beispiel Exponentialfunktion, Airy- und Besselfunktionen, Hermite-Polynome
5. ↑  Craig Tracy, Harold Widom, Fredholm determinants, differential equations and matrix models, Comm. Math. Phys., Band 163, 1994, S. 33–72
6. ↑  Tracy, Widom, Level spacing distributions and the Airy Kernel, Comm. Math. Phys., Band 159, 1994, S. 151–174
7. ↑  T.T. Wu, B.M. McCoy, C..A. Tracy, E. Barouch, Spin-spin correlation functions for the two dimensional Ising model: exact theory in the scaling region, Physical Review B, Band 13, 1976, 316–374

| Personendaten    | Personendaten                            |
| ---------------- | ---------------------------------------- |
| NAME             | Tracy, Craig                             |
| ALTERNATIVNAMEN  | Tracy, Craig Arnold (vollständiger Name) |
| KURZBESCHREIBUNG | US-amerikanischer Mathematiker           |
| GEBURTSDATUM     | 9. September 1945                        |
| GEBURTSORT       | London                                   |